# Бригадирівська сільська рада (Балаклійський район)
Бригадирівська сільська́ ра́да — колишній орган місцевого самоврядування в Балаклійському районі Харківської області. Адміністративний центр — село Бригадирівка.

## Загальні відомості
- Бригадирівська сільська рада утворена в 1920 році.
- Територія ради: 59,141 км²
- Населення ради: 994 особи (станом на 2001 рік)
- Територією ради протікає річка Волоська Балаклійка.

## Населені пункти
Сільській раді були підпорядковані населені пункти:
- с. Бригадирівка

## Склад ради
Рада складалася з 12 депутатів та голови.
- Голова ради: Букій Микола Іванович
- Секретар ради: Біліченко Людмила Дмитрівна

### Керівний склад попередніх скликань
| Прізвище, ім'я, по батькові | Основні відомості                                                         | Дата обрання | Дата звільнення |
| --------------------------- | ------------------------------------------------------------------------- | ------------ | --------------- |
| Гопцій Іван Петрович        | Сільський голова, 1960 року народження, безпартійний                      | 26.03.2006   | 31.10.2010      |
| Букій Микола Іванович       | Сільський голова, 1963 року народження, освіта вища, член Партії регіонів | 31.10.2010   |                 |

Примітка: таблиця складена за даними сайту Верховної Ради України

### Депутати
За результатами місцевих виборів 2010 року депутатами ради стали:

#### За суб'єктами висування
| Суб'єкт висування | Кількість обраних депутатів | %   |
| ----------------- | --------------------------- | --- |
| Партія регіонів   | 12                          | 100 |

#### За округами
| № округу        | Прізвище, ім'я, по батькові | Дата визнання обраним | Освіта             | Партійна приналежність | Відомості про обраного депутата                           |
| --------------- | --------------------------- | --------------------- | ------------------ | ---------------------- | --------------------------------------------------------- |
| Партія регіонів |                             |                       |                    |                        |                                                           |
| 1               | Вороний Юрій Миколайович    | 01.11.2010            | середня            | член Партії регіонів   | тимчасово не працює                                       |
| 2               | Зеня Сергій Михайлович      | 01.11.2010            | середня            | член Партії регіонів   | тимчасово не працює                                       |
| 3               | Кожан Світлана Миколаївна   | 01.11.2010            | вища               | член Партії регіонів   | Бригадирівська загальноосвітня школа, заступник директора |
| 4               | Букій Людмила Михайлівна    | 01.11.2010            | середня спеціальна | член Партії регіонів   | підприємець                                               |
| 5               | Парфанюк Наталія Іванівна   | 01.11.2010            | середня спеціальна | член Партії регіонів   | фельдшерсько-акушерський пункт, завідувачка               |
| 6               | Шевченко Тетяна Степанівна  | 01.11.2010            | вища               | член Партії регіонів   | школа, вчитель                                            |
| 7               | Олійник Наталія Петрівна    | 01.11.2010            | середня спеціальна | член Партії регіонів   | Сільська рада, бухгалтер                                  |
| 8               | Біліченко Людмила Дмитрівна | 01.11.2010            | вища               | член Партії регіонів   | Сільська рада, секретар                                   |
| 9               | Углевата Марина Прокопівна  | 01.11.2010            | середня спеціальна | член Партії регіонів   | Бригадирівська загальноосвітня школа, прибиральниця       |
| 10              | Пирожок Олена Іванівна      | 01.11.2010            | середня спеціальна | член Партії регіонів   | Бригадирівська загальноосвітня школа, прибиральниця       |
| 11              | Тютюнник Світлана Іванівна  | 01.11.2010            | вища               | член Партії регіонів   | Бригадирівська загальноосвітня школа, директор            |
| 12              | Дончик Сергій Іванович      | 01.11.2010            | середня спеціальна | член Партії регіонів   | Балаклійсье управління газового господарства, слюсар      |